# Difusió gasosa

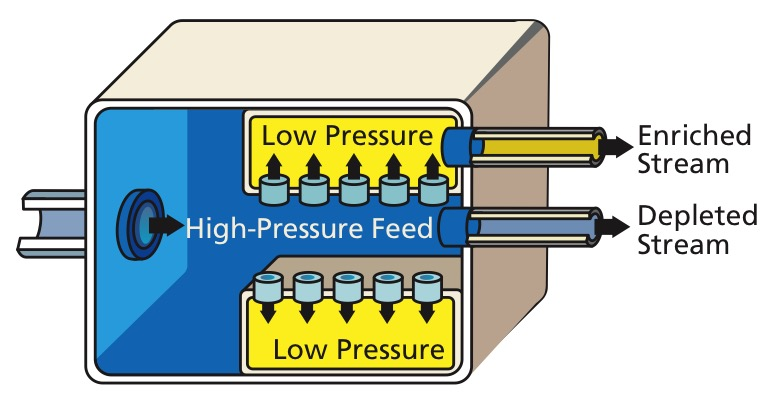
La difusió gasosa utilitza membranes microporoses per enriquir urani

La difusió gasosa és un procés utilitzat per a la producció d' urani enriquit. Consisteix a forçar l'hexafluorur d'urani en forma gasosa, UF 6, a travessar membranes hemipermeables..Això permet la separació de molècules que contenen urani 235 i urani 238. Mitjançant l'ús d'una cascada de diversos d'aquests dispositius, s'obté una bona separació d'isòtops. Va ser el primer procés d'enriquiment econòmic desenvolupat amb èxit.

## Enriquiment d'urani

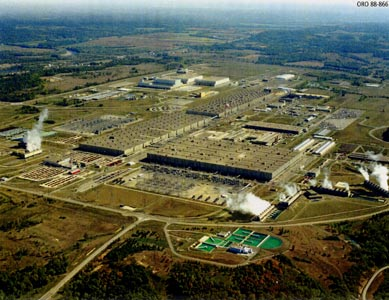
Planta d'enriquiment d'urani per difusió gasosa a Portsmouth, Ohio.

L'urani enriquit és un component crític per a usos militars (armament nuclear). L'Agència Internacional per a l'Energia Atòmica tracta de controlar l'urani enriquit per fer segura l'energia nuclear. Les centrals nuclears poden usar altrament urani natural, urani empobrit o altres combustibles nuclears. Per exemple, les dels Països Catalans usen totes urani natural (no enriquit).
El 238U romanent després de l'enriquiment és conegut com a urani empobrit i és considerablement menys radioactiu que l'urani natural però encara molt dens i perillós en la forma granulada i té aplicacions militars. Actualment el 95% dels estocs mundials d'urani empobrit estan emmagatzemats en condicions que es consideren segures. Alguns països usen part de l'urani empobrit que produeixen, juntament amb plutoni, per a obtenir MOX.